# Kayl

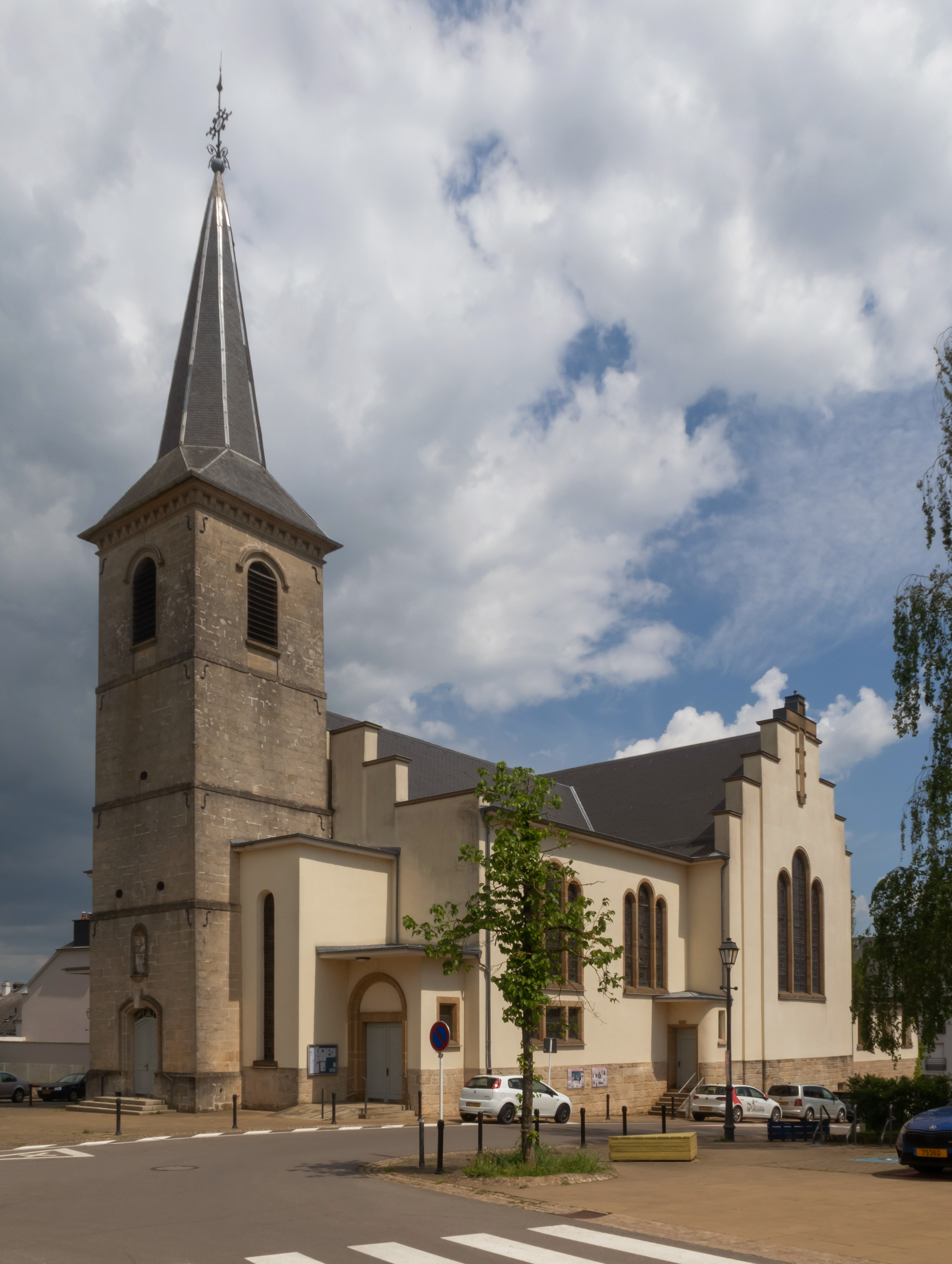
L'église Saint-Pierre-aux-Liens

Kayl (en luxembourgeois : Keel  ou de façon locale Käl ) est une localité luxembourgeoise et le chef-lieu de la commune portant le même nom située dans le canton d'Esch-sur-Alzette. Il s'y trouve un petit lieu de pèlerinage en l'honneur de la Vierge Marie et des mineurs morts au fond.
Il s'agit de la commune la plus méridionale du Luxembourg.

## Géographie

### Sections de la commune
- Kayl (siège de l’administration communale)
- Tétange

### Communes limitrophes
| Schifflange      | Bettembourg | Bettembourg                        |
| Esch-sur-Alzette | Kayl        | Dudelange                          |
| Rumelange        | Rumelange   | Dudelange Volmerange-les-Mines (F) |

### Voies de communication et transports
Kayl est traversée par les routes nationales N31 et route nationale N33 et accessoirement par l'autoroute A13.
La commune est desservie par le Transport intercommunal de personnes dans le canton d'Esch-sur-Alzette (TICE) et par le Régime général des transports routiers (RGTR). Elle opère un service « City-Bus » sur réservation, le « Mini-Bu ».
La commune possède deux gares, une par section : la gare de Kayl et la gare de Tétange.

## Histoire
La commune de Kayl, dans sa forme actuelle, s’est constituée en 1891. Elle se compose de deux villages, Kayl et Tétange. Elle se situe entre les communes de Schifflange, Rumelange, Dudelange, Bettembourg et Esch-sur-Alzette. Elle est traversée par le Kaylbach et a gardé jusqu’à ce jour son caractère rural et villageois. Les premières sources d’informations qu’on peut trouver au sujet de Kayl remontent au XIIIe siècle, mais on peut estimer que la vallée de Kayl a déjà été peuplée 3000 ans av. J.-C.[réf. nécessaire]
Avant 1891, Rumelange appartenait à la commune de Kayl. À un moment donné, Rumelange avait plus d'habitants que Kayl et Tétange ensemble et s'est ainsi détachée de Kayl. Par ce fait, Rumelange est devenue une commune à elle seule.
En 2009, 118 ans plus tard, la commune de Kayl a une population de 8 080 habitants qui se répandent sur une surface de 1 486 ha. Ainsi, la densité de la population est de 5,43 habitants par ha.
Au long du XIXe siècle, le nombre d’habitants était toujours plus élevé dans le village de Kayl, que dans les deux autres villages, Tétange et Rumelange. Par ce fait, Kayl devenait le siège de ces trois sections. Plus tard, la répartition de la population dans les différents villages a changé. À partir de 1868, Rumelange avait déjà plus d’habitants que Kayl et Tétange réunis.
En 1910, la population était composée de 2 398 habitants. Pendant la période de 1931 à 1935, le nombre d'habitants était en baisse, plus précisément de 3 313 à 2 984, pour franchir à nouveau la limite des 3 000 habitants, seulement 3 ans plus tard, en 1938.
En 1873, Jean Massard, un mécanicien, acquérait un terrain qui était la base pour sa fonderie et son atelier de construction, que l'on connaît encore aujourd’hui. Dans cette fabrique, on construisait des couvercles et des plaques d'égout. Ces produits très connus étaient vendus sur le marché luxembourgeois, mais aussi sur le marché international.
La firme Hannus, qui livre du matériel de construction, a été fondée en 1945. Elle est spécialisée dans la vente et la livraison de produits d'outillage, de quincaillerie, de peinture et de tout ce qui est sanitaire. Elle a actuellement[Quand ?] un effectif de 30 personnes[réf. nécessaire].
Une autre industrie, très connue et très populaire dans la commune de Kayl, était notamment la « Schungfabrik », qui a été ouverte par Mathias Hubert en 1913. Ce dernier avait installé dans son bâtiment, comme le nom « Schungfabrik » le laisse déjà deviner, une fabrique de chaussures. Le personnel de la « Schungfabrik » produisait des chaussures solides et robustes pour les mineurs, les paysans et les « Gamaches » pour l’armée. Ceci était un commerce florissant, car en 1917 l'industrie employait 70 personnes. Malheureusement la production ne dura qu’un demi-siècle. Comme la demande diminuait, la production s’arrêta en 1966. En mars 1980, la commune acquit le bâtiment et dix ans plus tard l'on procédait à l'ouverture du centre culturel de la commune de Kayl
Une autre grande entreprise, bien connue au Luxembourg, s'est aussi installée dans la commune de Kayl. Il s'agit de la société Cactus qui a ouvert une succursale à Kayl.
En 2015, la commune de Kayl compte environ 8 100 habitants, dont 4 686 peuplant la localité de Kayl et 3 394 habitants la localité de Tétange. La population des deux localités se répartit entre 1 843 ménages pour Kayl et 1 238 ménages pour Tétange. Ce qui fait en moyenne 2,54 personnes par ménage pour Kayl et 2,74 habitants par ménage pour Tétange.
La population luxembourgeoise domine dans la commune de Kayl. Ainsi, 34 % des habitants sont de nationalité étrangère, dont la majorité sont des Portugais (20,20 %), Italiens (3,18 %) et Français (2,99 %)[réf. nécessaire].
Les groupes d'âge sont différemment représentés dans la population[Quand ?]. 21,46 % de la population sont des enfants et adolescents, âgés de moins de 18 ans. Le groupe d’âge le plus représenté est la population entre 18 et 50 ans, avec 47,47 % et 31,07 % de la population ont 50 ans et plus. Dans la commune de Kayl, il y a plus ou moins 1 600 retraités. 60,96 % de la population ont une occupation salariée.[réf. nécessaire]
Entre le 1er novembre et le 30 décembre 1947, une enfant de 10 ans, Milly Winandy aurait eu des apparitions de la Sainte Vierge, parfois accompagnée d'êtres célestes tels que l'enfant Jésus, des anges ou des saints. La même enfant affirma pendant une extase voir sœur Lúcia de Jesus dos Santos, l'une des voyantes de Fátima (Portugal), qui vivait à cette époque en Espagne. À ce jour, l’Église n'a jamais reconnu l'authenticité de ces faits.

## Population et société

### Démographie
L'évolution du nombre d'habitants est connue à travers les recensements de la population effectués dans le pays depuis 1821. Les recensements décennaux de la population permettent de caler les chiffres sur la composition de la population par sexe, âge, nationalité et commune de résidence. Entre deux recensements, la population au 1er janvier de l’année {\displaystyle x} est évaluée en ajoutant à la population au 1er janvier de l’année {\displaystyle x-1} les soldes naturel (naissances {\displaystyle -} décès) et migratoire (arrivées {\displaystyle -} départs) de l'année. La même méthode est appliquée pour la répartition par âge au 1er janvier et les effectifs totaux par nationalité. Depuis le 1er septembre 2023, le Luxembourg dénombre 100 communes.
Au 1er janvier 2024, la commune comptait 9 889 habitants.
| 1821 | 1851  | 1871  | 1880  | 1890  | 1900  | 1910  | 1922  | 1930  |
| ---- | ----- | ----- | ----- | ----- | ----- | ----- | ----- | ----- |
| 724  | 1 115 | 1 949 | 1 945 | 2 895 | 4 069 | 4 555 | 4 224 | 5 801 |

| 1935  | 1947  | 1960  | 1970  | 1978  | 1979  | 1981  | 1983  | 1984  |
| ----- | ----- | ----- | ----- | ----- | ----- | ----- | ----- | ----- |
| 5 415 | 5 471 | 6 505 | 6 691 | 6 390 | 6 406 | 6 354 | 6 400 | 6 370 |

| 1985  | 1986  | 1987  | 1988  | 1989  | 1990  | 1991  | 1992  | 1993  |
| ----- | ----- | ----- | ----- | ----- | ----- | ----- | ----- | ----- |
| 6 320 | 6 310 | 6 300 | 6 274 | 6 322 | 6 346 | 6 292 | 6 337 | 6 382 |

| 1994  | 1995  | 1996  | 1997  | 1998  | 1999  | 2000  | 2001  | 2002  |
| ----- | ----- | ----- | ----- | ----- | ----- | ----- | ----- | ----- |
| 6 464 | 6 643 | 6 746 | 6 815 | 6 848 | 6 981 | 7 011 | 7 050 | 7 150 |

| 2003  | 2004  | 2005  | 2006  | 2007  | 2008  | 2009  | 2010  | 2011  |
| ----- | ----- | ----- | ----- | ----- | ----- | ----- | ----- | ----- |
| 7 320 | 7 317 | 7 344 | 7 438 | 7 641 | 7 796 | 7 794 | 7 821 | 7 767 |

| 2012  | 2013  | 2014  | 2015  | 2016  | 2017  | 2018  | 2019  | 2020  |
| ----- | ----- | ----- | ----- | ----- | ----- | ----- | ----- | ----- |
| 7 887 | 7 934 | 8 021 | 8 121 | 8 247 | 8 982 | 9 098 | 9 315 | 9 506 |

| 2021  | 2022  | 2023  | 2024  | - | - | - | - | - |
| ----- | ----- | ----- | ----- | - | - | - | - | - |
| 9 668 | 9 721 | 9 865 | 9 889 | - | - | - | - | - |

Pour des raisons techniques, il est temporairement impossible d'afficher le graphique qui aurait dû être présenté ici.

## Curiosités
La localité de Kayl abrite, sur une colline, le monument national des mineurs, érigé en 1957 pour commémorer tous les mineurs qui ont perdu leur vie lors de l'exécution de leur lourde tâche.
À quelques mètres du monument, on découvre la chapelle Notre-Dame, dit Léiffrächen, qui est un lieu de pèlerinage connu régionalement.
Le Mont Saint-Jean (Dudelange), où se déroule chaque année une procession le long d'un chemin de croix, s'étend en partie sur la commune de Kayl.